# Mihael Oswald
Mihael Oswald, slovenski telovadec, * 26. julij 1892, Ljubljana, † 15. januar 1979, Ljubljana.
Oswald je za Kraljevino SHS nastopil na Poletnih olimpijskih igrah 1924 v Parizu.
Rezultati po orodju:
| disciplina                   | mesto |
| ---------------------------- | ----- |
| Skupno - posamično           | 36.   |
| Skupno - ekipa               | 4.    |
| Skok čez konja - posamično   | 28.   |
| Bradlja - posamično          | 57.   |
| Drog - posamično             | 42.   |
| Krogi - posamično            | 23.   |
| Konj z ročaji - posamično    | 37.   |
| Plezanje po vrvi - posamično | 24.   |
| Konj na šir - posamično      | 38.   |